# Divinity (album de The Gun Club)
Pour l’article homonyme, voir Divinity.
Albums de The Gun Club
Pastoral Hide and Seek Lucky Jim
Divinity est un album du groupe The Gun Club, sorti sous le label New Rose en 1991.

## Titres
1. Sorrow Knows[2]
2. Richard Speck
3. Keys To the Kingdom
4. Black Hole
5. St. Johns Divine (remix)
6. Yellow Eyes (live)
7. Hearts (live)
8. Fire of Love (live)

## Accueil critique
Le site spécialisé en rock indépendant xsilence.net fait l'éloge de cet album et lui attribue une note de 18 sur 20.